# Toropiec
Toropiec (ros. Торопец) – miasto położone w zachodniej Rosji na terenie obwodu twerskiego, centrum administracyjne rejonu toropieckiego, 332 km na zachód od Tweru.

## Historia
Pierwszy raz wymieniany w 1074 w składzie Księstwa smoleńskiego, od 1167 stolica samodzielnego księstwa. Wywodził się stąd Mścisław Udały, syn Mścisława Chrobrego, którego wnuk Aleksander Newski poślubił tu w 1239 Aleksandrę Połocką. W XIV w. zajęty przez litewskiego księcia Olgierda wchodzi w skład Wielkiego Księstwa Litewskiego. W czasie wojny litewsko-moskiewskiej  zdobyty w 1503 przez wojska moskiewskie wchodzi w skład Wielkiego Księstwa Moskiewskiego, w wyniku przegranej bitwy pod Wiedroszą.
W dniach 5–19 września 1580 wojska polskie pod dowództwem hetmana polnego litewskiego Krzysztofa Pioruna Radziwiłła dokonują rajdu na ziemie moskiewskie i pokonują Moskwę w bitwie pod Toropcem (2600 ludzi pobiło 4000 wojsk rosyjskich). W czasie wojny polsko-rosyjskiej w latach 1632–1634 ponownie zdobyte i złupione przez wojska I Rzeczypospolitej.
Od 1708 w guberni ingermanlandskiej, od 1777 w guberni pskowskiej i uzyskał prawa miejskie. Po doprowadzeniu tu linii kolejowej Bołogoje – Psków pomiędzy 1905 a 1908 miasto stało się centrum handlu drewnem. Od 30 października 1917 w państwie radzieckim, od 1935 w obwodzie kalinińskim.
Od 29 sierpnia 1941 do 21 stycznia 1942 pod okupacją niemiecką, oswobodzony w wyniku operacji Toropiec-Chołm.

## Zabytki
- cerkiew św. Mikołaja (1666–1669)
- cerkiew Kazańskiej Ikony Matki Bożej (1698–1765)
- cerkiew św. Jana (1704)
- cerkiew Objawienia Pańskiego (1764)